# Miriam Elia
 (janvier 2023).
Pour les articles homonymes, voir Elia.
Miriam Elia est une artiste et animatrice britannique.

## Histoire
Elle écrit et joue dans le sketch comique A Series of Psychotic Episodes (en). Le pilote est diffusé pour la première fois sur BBC Radio 7 le 7 mars 2007, comme l'une des 10 entrées pour le concours "Witty and Twisted" de BBC Radio 7. Il remporte le concours et est récompensé en ayant une série complète, diffusée pour la première fois le 2 novembre 2008. Il est ensuite transféré sur BBC Radio 4.
Avec son frère Ezra Elia, elle écrit également Nous allons à la galerie, une satire sur l'art moderne sous la forme d'un livre sur les coccinelles. Parmi les œuvres satiriques figuraient Imponderabilia de Marina Abramović et Balloon Dog de Jeff Koons. Le livre fait l'objet d'une menace de poursuites judiciaires de la part de Penguin Group pour violation du droit d'auteur, et certaines modifications ont été apportées aux noms des personnages et des logos afin qu'il puisse être publié sous forme de parodie,. Penguin publie ensuite sa propre série de livres sur les coccinelles destinés aux adultes.
Elia écrit et illustré une animation et un livre The Diary of Edward the Hamster 1990–1990 (en) avec son frère Ezra Elia. Ceci était basé sur un personnage dans Une série d'épisodes psychotiques.
Elia est une fervente partisane du Brexit. En 2018, elle participe à une discussion sur la chaîne BBC News sur les effets potentiels que la Grande-Bretagne quittant l'UE pourrait avoir sur ses industries créatives. Au cours de la discussion, elle parle de son implication dans le groupe "Artistes pour le Brexit" et confirme qu'elle avait voté en faveur de la sortie de l'UE lors du référendum sur l'appartenance du Royaume-Uni à l'Union européenne. Tout au long de la séquence en direct, elle suggère plusieurs façons dont les industries créatives britanniques pourraient évoluer en dehors de l'Union européenne.